# Atractotomus morio
Atractotomus morio är en insektsart som beskrevs av Sahlberg 1883. Atractotomus morio ingår i släktet Atractotomus och familjen ängsskinnbaggar. Arten är reproducerande i Sverige. Inga underarter finns listade i Catalogue of Life.